# コーニンクレッカ
コーニンクレッカ（蘭: KoninklijkあるいはKoninklijke〔発音: [ˈkoʊ̯.ˌnɪŋk.lə.kə]〕）は、オランダおよびベルギーの特定の企業や非営利組織にそれぞれの国の王あるいは女王から与えられる栄誉称号である。日本語に直訳すると「王の」という意味である。1807年に、当時ホラント国王であったルイ・ボナパルトによって初めて導入され、文化的な団体に対してこの称号が与えられた。コーニンクレッカという称号を与えられた企業・団体は、英語圏での名称には代わりに「Royal」を選択できる。日本語では「王立」と訳されることが多い。

## オランダ

KLM (Koninklijke Luchtvaart Maatschappij) の1919年の広告

オランダの君主は企業あるいは組織に王室の称号を与える権限を有する。
審査を通過するため、企業あるいは組織は以下の条件を満たさなければならない。
- その専門分野においてトップであること
- 国家として重要性を持つこと
- （原則として）少なくとも100年以上続いていること

原則として、君主は一営業部門につき一つの王室の称号を与える。政治的あるいは宗教的目的を持つ組織と共に、医療および金融企業は除外される。

## ベルギー
ベルギー国王は少なくとも50年以上続くベルギーの企業あるいは団体に対してこの称号を与えることができる。しかし、社会的に大きな重要性がある場合は稀に例外も存在する。